# Crucea de Merit Militar (Austria)

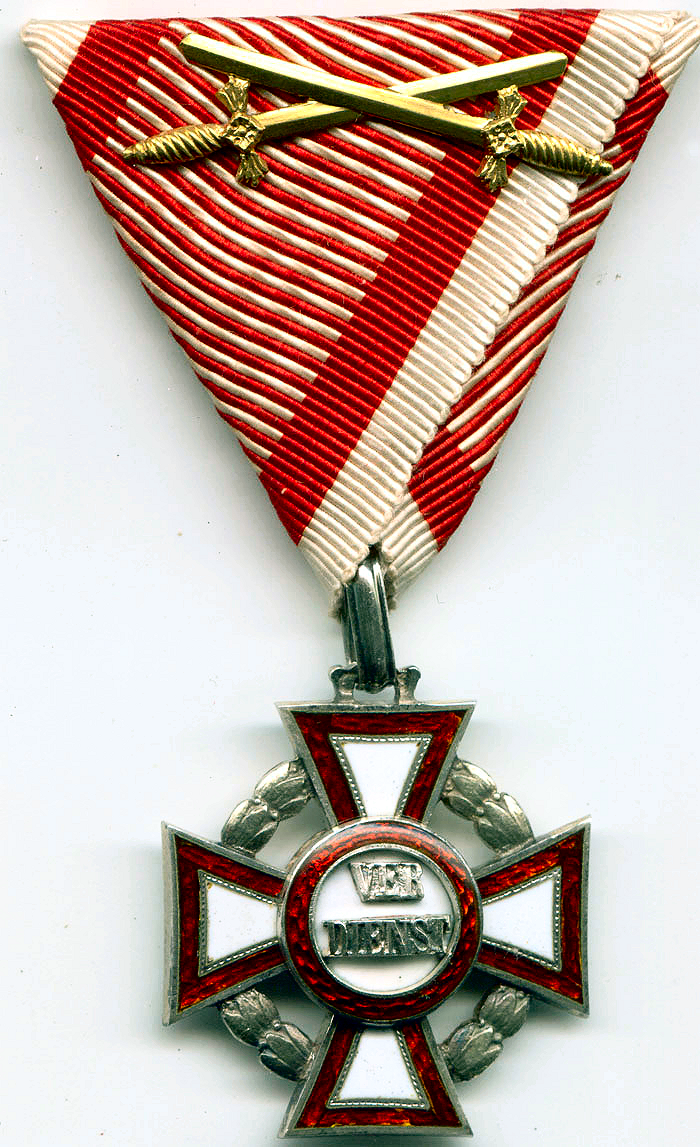
Meritul Militar clasa a III-a, cu decorație de război și săbii

Crucea de Merit Militar (în germană Militärverdienstkreuz) a fost o înaltă decorație pentru ofițeri, fondată de împăratul Franz Joseph I în anul 1849, bazată pe recomandația Feldmareșalului Josef Conte Radetzky, și acordată până la sfârșitul monarhiei în 1918.

## Istorie

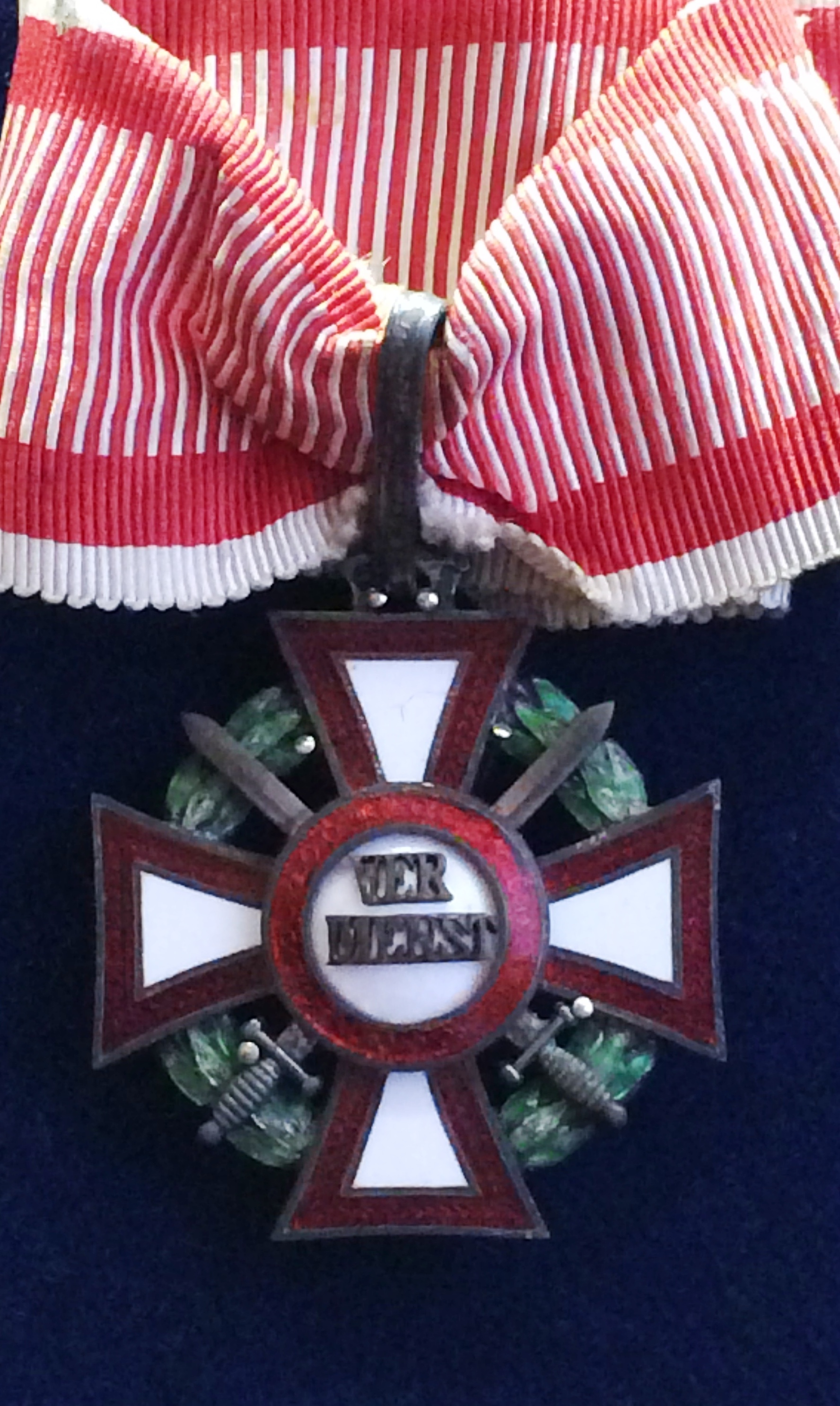
Meritul Militar clasa II, (KD.)

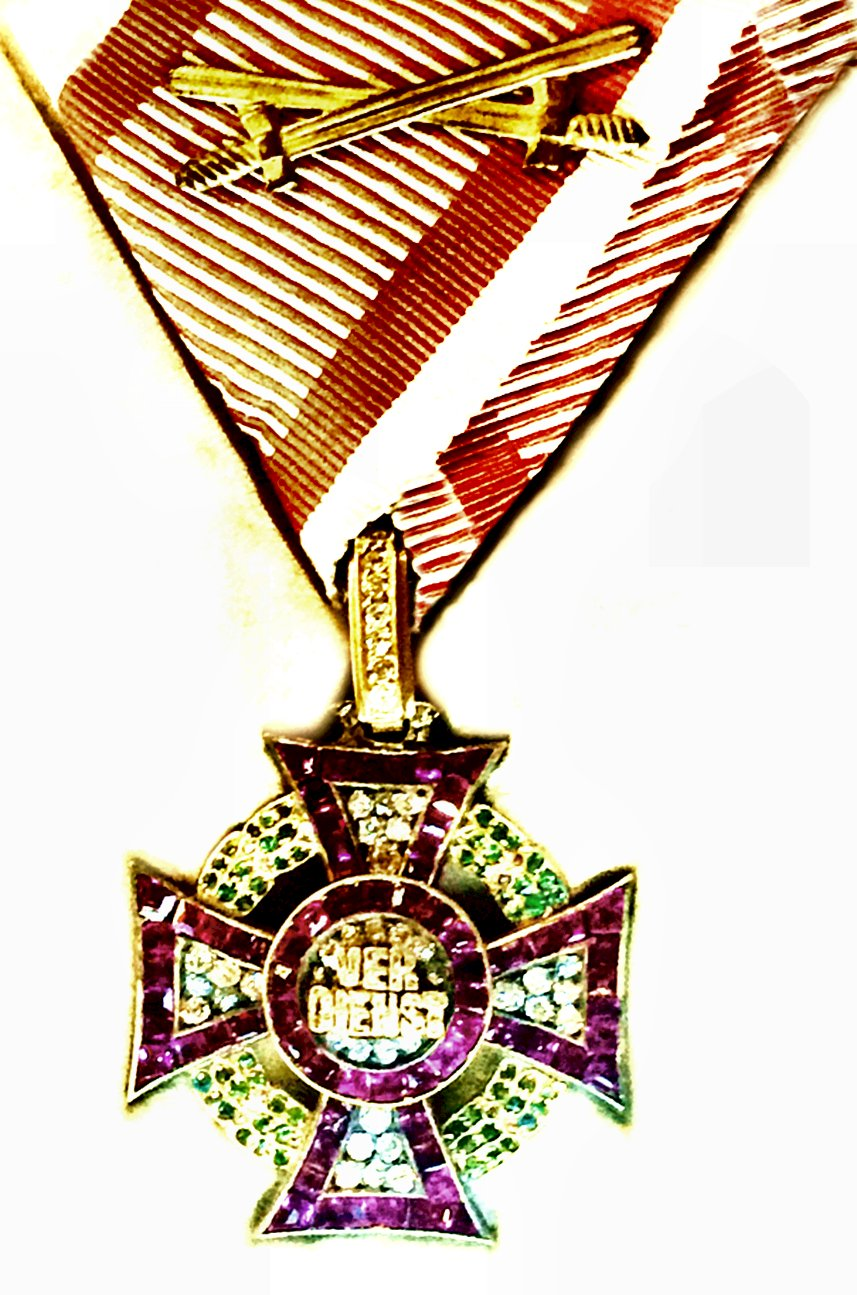
Meritul Militar cu briliante și săbii

Crucea de Merit Militar a fost înființată la 22 octombrie 1849 de către împăratul Franz Joseph I pentru ofițerii care s-au remarcat în război prin prudență, curaj și determinare în fața inamicului, dar și pentru executarea serviciului cu zel remarcabil în timp de pace. Primele premii au fost acordate tuturor ofițerilor, care au servit sub Feldmareșalul Radetzky în campaniile italiene din 1848-1849, în special în bătăliile de la Custoza în anul 1848 și Novara în 1849.
Crucea de Merit Militar a fost fondată ca decorație de război în ziua de 12 martie 1860, în germană: Kriegsdekoration = (KD.), într-o singură clasă. La începutul Primului Război Mondial, pe 23 septembrie 1914, au mai fost adăugate două clase. De la 13 decembrie 1916 deținătorii tutor claselor au putut fi distinși cu decorația de război (KD.), cu sau fără săbii.
În cazuri excepționale, din anul 1856, Crucea Meritului Militar a fost atribuită cu briliante. Până în 1918 doar 23 de persoane au fost onorate cu această înaltă distincție, între care feldmareșalii Albert de Teschen, Svetozar Boroević și feldmareșalul prusac Anton Ludwig August von Mackensen.
Până la izbucnirea Primului Război Mondial decorarea de ofițeri, care nu proveneau din Armata Austro-Ungară, a fost neobișnuită. Un număr de ofițeri saxoni a primit Meritul Militar în Războiul Austro-Prusac. Doi Bavarezi și un saxon au fost onorați pentru serviciul lor împotriva Răscolii Boxerilor. În parcursul primului război mondial, premiile dotate ofițerilor aliați cu Austro-Ungaria au devenit mult mai numeroase, în special pentru nemți, care au luptat alături de austrieci sau care serveau în regimente, în care împăratul a fost șeful de onoare.

## Descrierea ordinului
Însemnul ordinului este o cruce pattée de argint cu email alb, în o ramă roșie. Panglica este dungată roșu și alb. La mijloc se află un medalion înrămat auriu,  în care se poate citi pe două linii VER/DIENST. Pe partea din spate crucea este netedă, acoperită cu email alb. Semnul decorației de război a fost o cununa aurie de laur emailată verde, plasată în jurul medalionului. Săbiile au fost amplasate pentru clasa I și a II-a pe diagonală între brațele crucii, iar pentru clasa a III-a au fost fixate două săbii aurii încrucișate pe bandă.

## Felul de purtat și rangul ordinului
Prima clasă a fost purtată ca o stea pe piept stâng. Crucea este de aproximativ 6 cm lățime, brațele se deschid până la 2,7 cm la capete. Medalionul are de asemenea un diametru de 2,7 cm. Clasa a II-a a fost purtată la gât cu banda dungată roșu-albă, iar clasa a III-a la o bandă triunghiulară pliată pe pieptul stâng. 
Crucea de clasa a III-a a fost pe locul cinci dintre cele mai înalte distincții militare ale Imperiului Austro-Ungar. Ordinul de clasa I a fost clasat în ierarhia medaliilor austro-ungare direct după cel mai prețios, Marea Cruce a Ordinului Militar Maria Terezia. Corespunzător decorația a fost o distincție foarte rară.

## Purtători români ai ordinului (selecție)

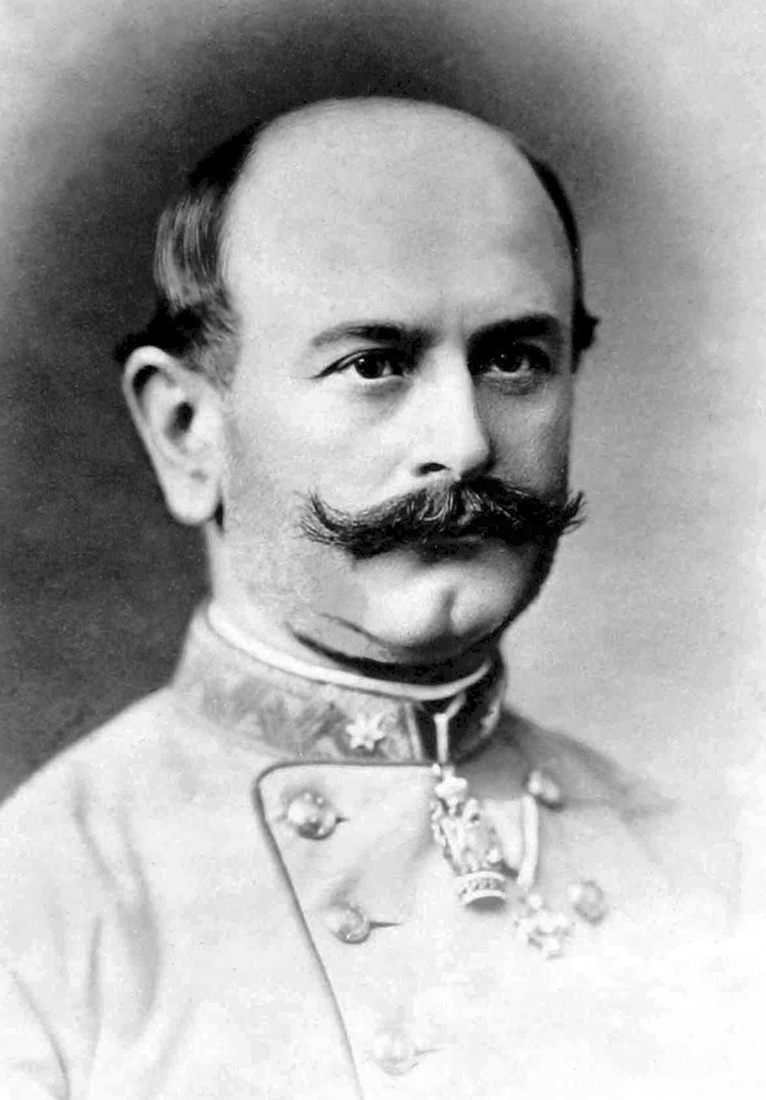
Baronul Leonida de Pop, Crucea veche (KD.)
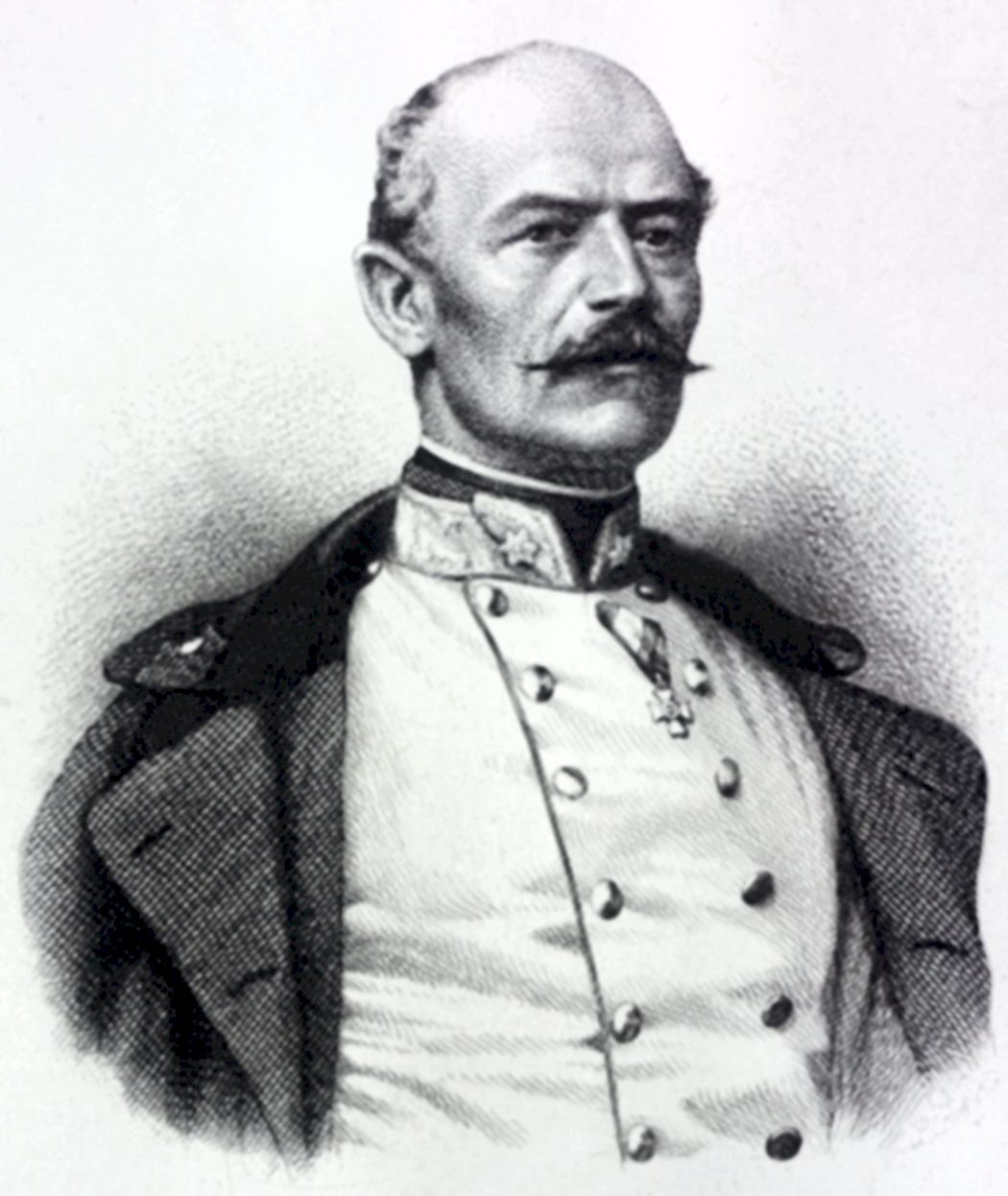
Baronul David Urs de Margina, Crucea veche (KD.)
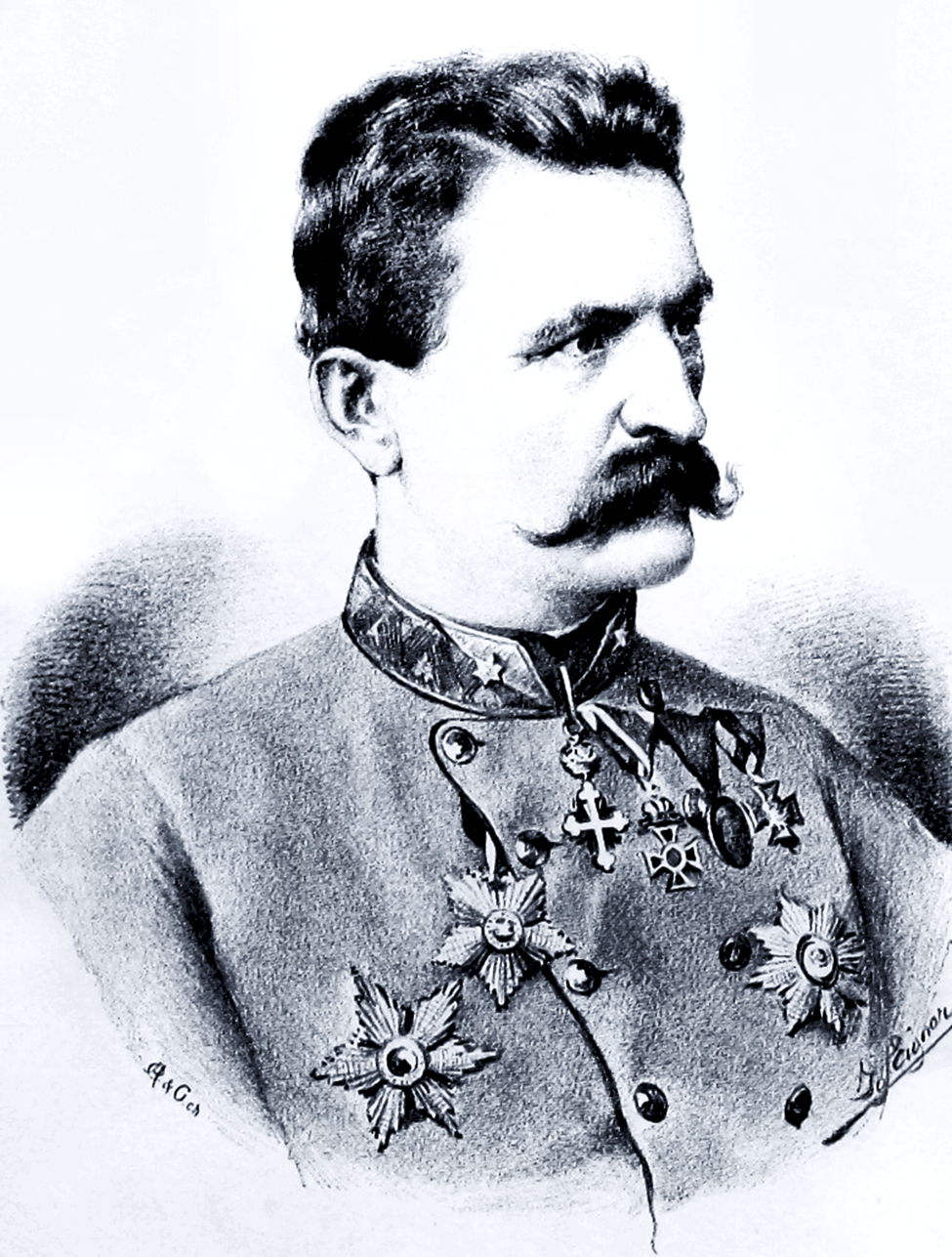
Alexandru Guran, Crucea veche
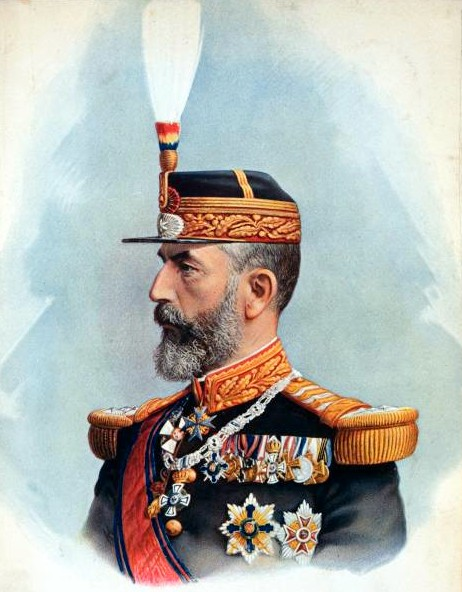
Regele Carol I al României, cl. I
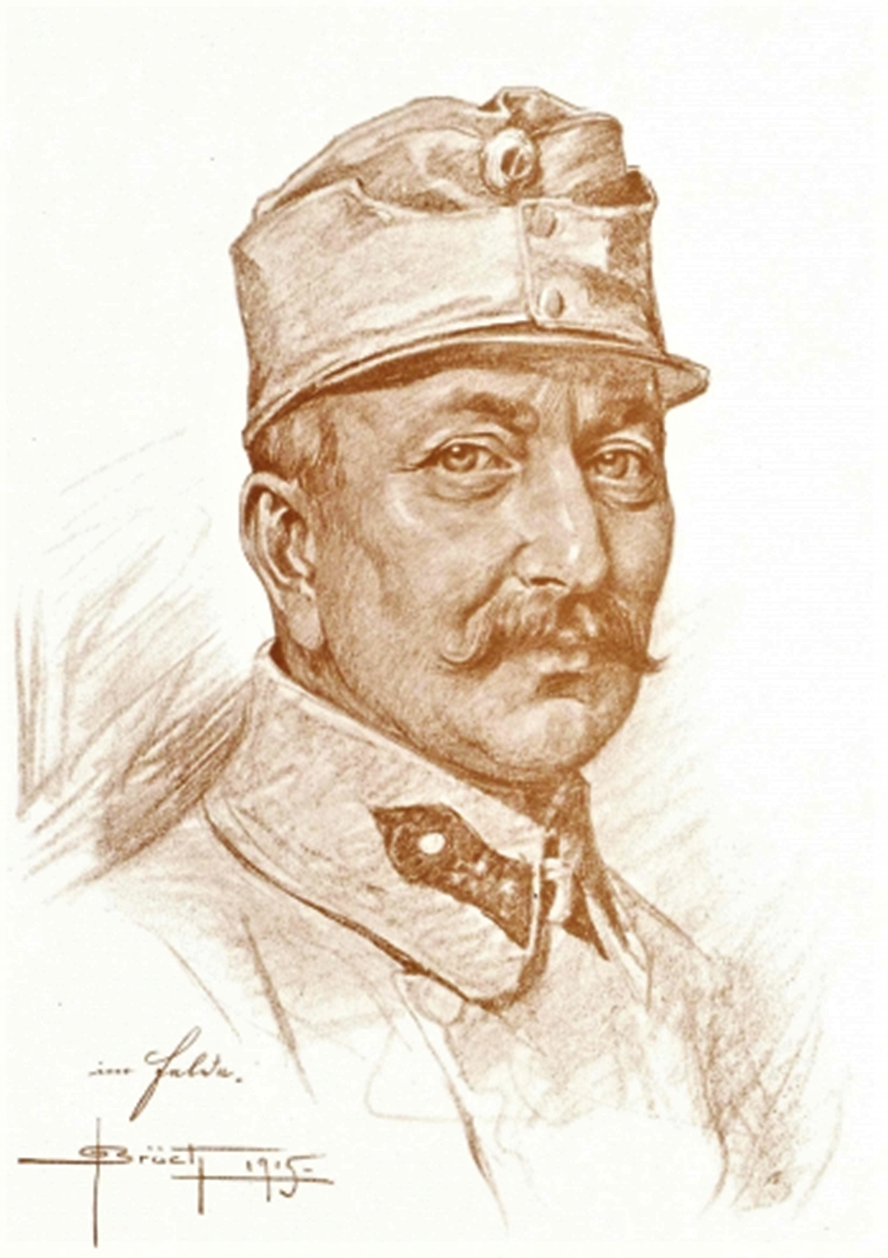
Dănilă Papp, cl. a II-a (KD.) cu săbii
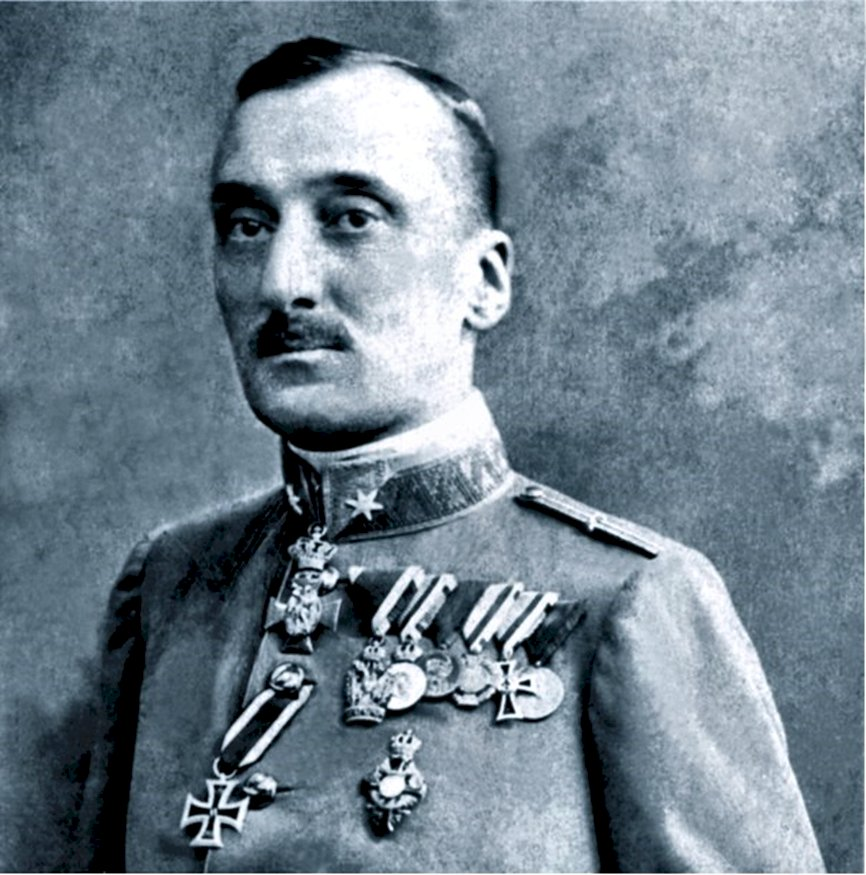
Contele Alexandru Wassilko de Serecki, cl. a II-a (KD.) cu săbii
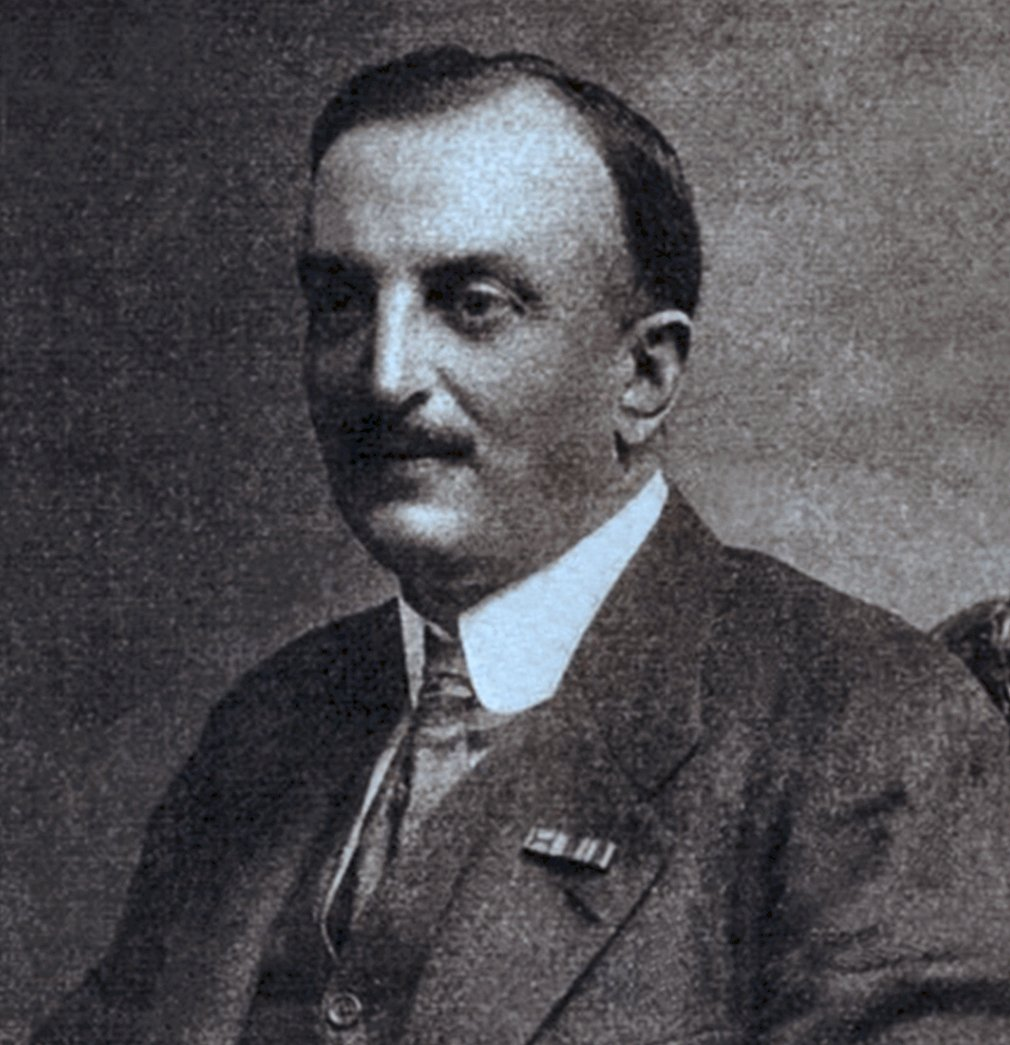
Contele Ștefan Wassilko de Serecki, cl. a II-a (KD.)

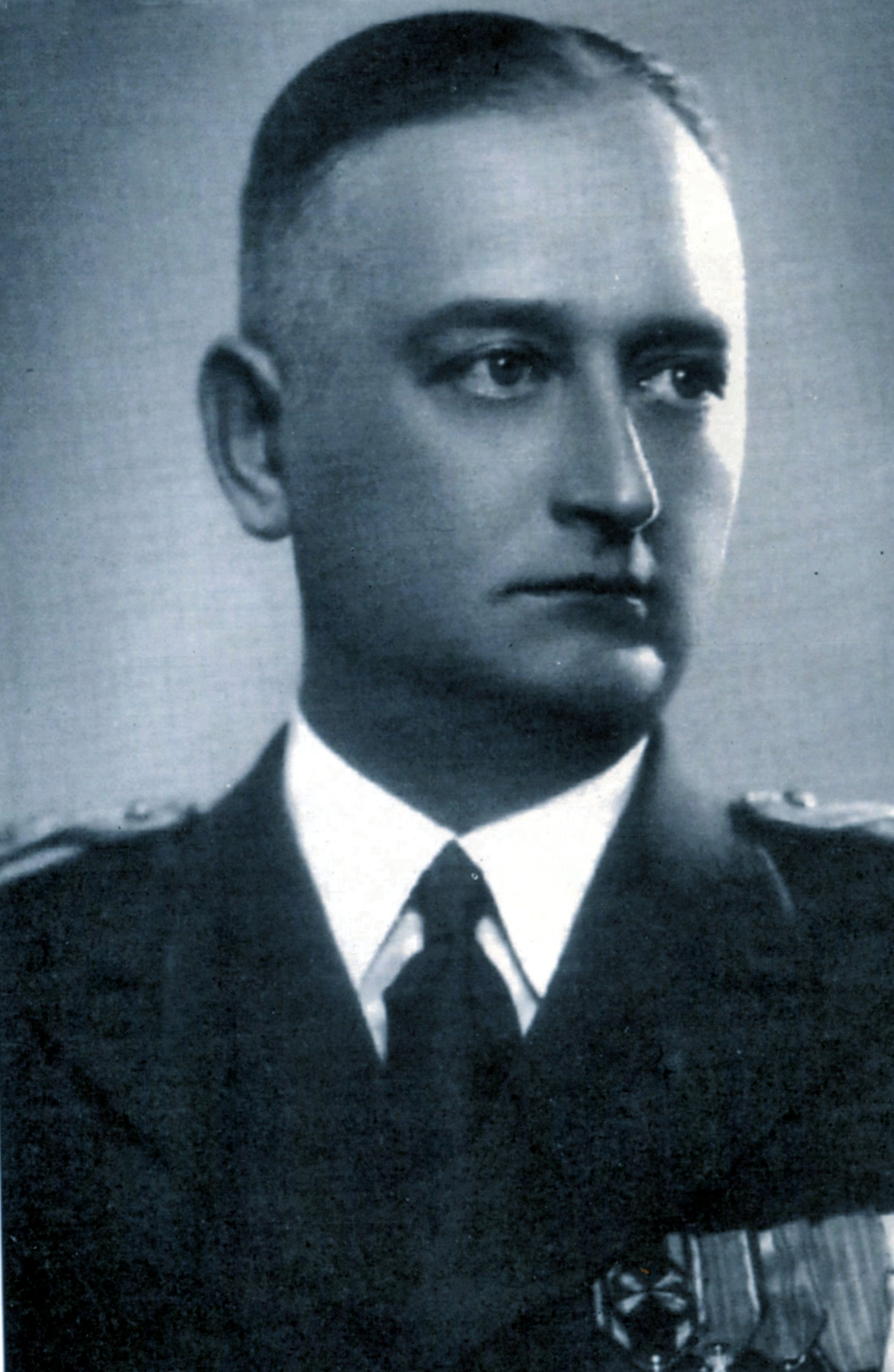
Cavalerul Gheorghe de Flondor, cl. a II-a (KD.)
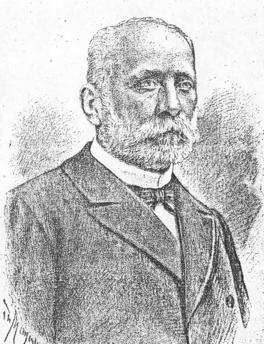
Generalul Traian Doda, cl. a III-a (KD.)
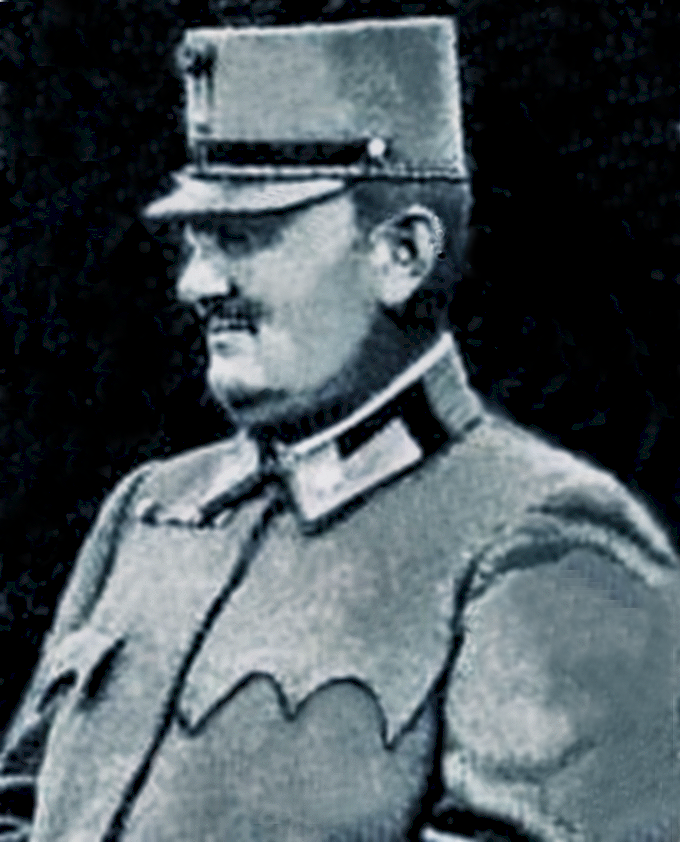
Generalul Gheorghe Domășnean, cl. a III-a (KD.)
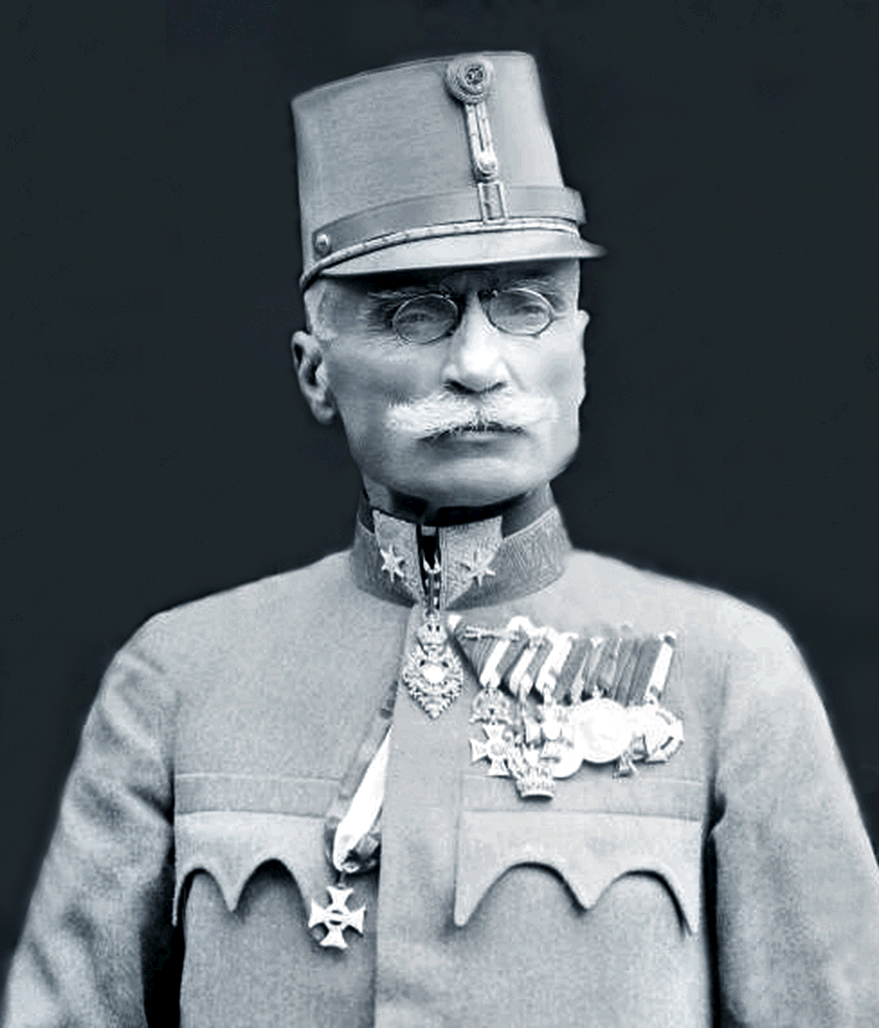
Baronul Ioan Boeriu de Polichna, cl. a III-a
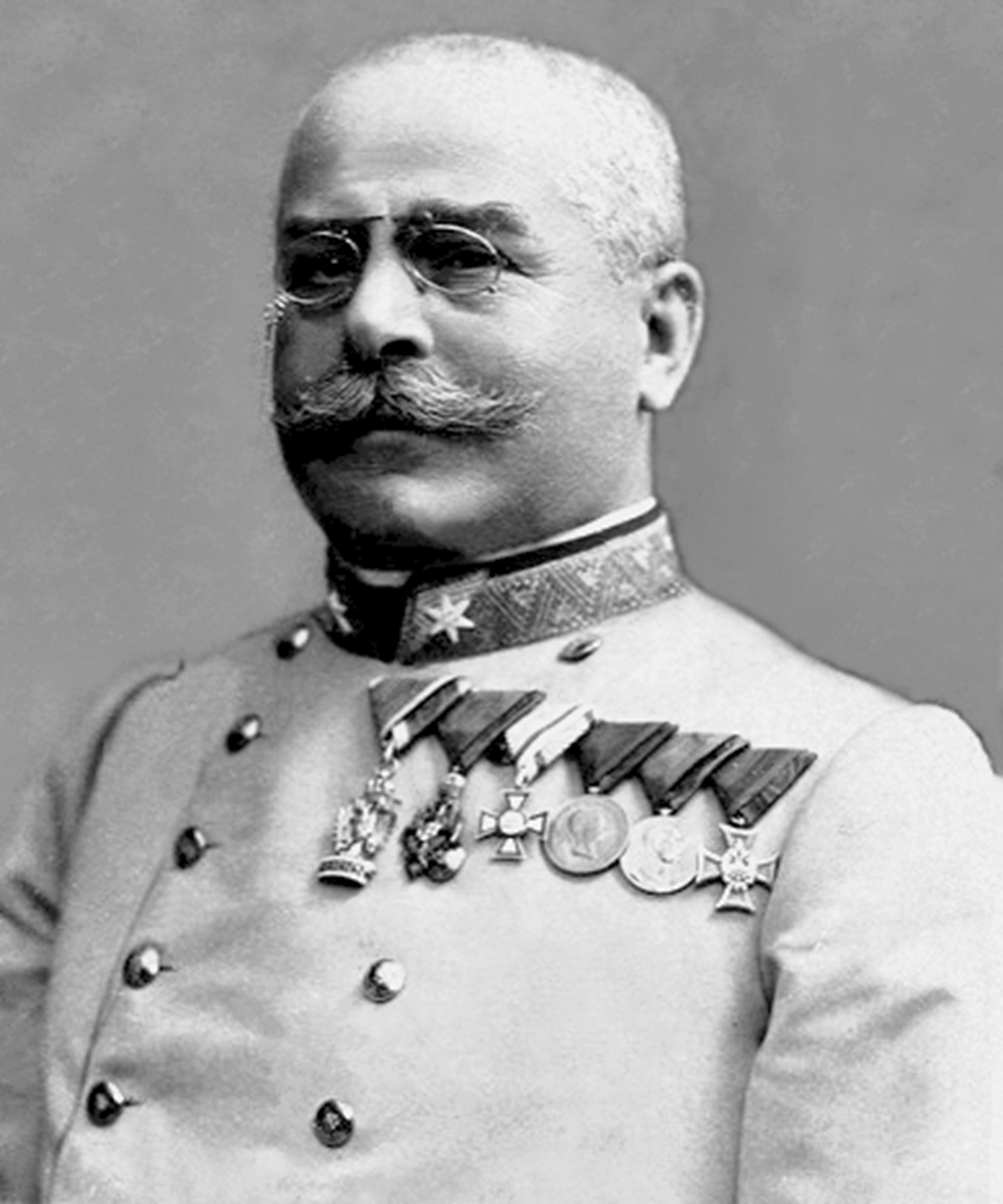
Generalul Nicolae Cena, cl. a III-a

## Panglica purtată pe uniformele militare

Crucea de Merit Militar